# ユリシーズとセイレーンたち
『ユリシーズとセイレーンたち』（英: Ulysses and the Sirens）は、1909年にハーバート・ジェームズ・ドレイパーによって描かれた油彩画である。69.25 by 84インチ (1,759 mm × 2,134 mm)。イングランドのキングストン・アポン・ハルにあるフェレンス美術館が所蔵している。美術館は1910年にドレイパーから600ポンドで絵を購入した。またドレイパーはリーズ美術館に収蔵されている縮小版のレプリカを描いた。

## 作品
絵の主題は、ホメーロスの叙事詩 『オデュッセイア』の主人公オデュッセウス（ユリシーズ）がセイレーンの声に苛まれるエピソードである。セイレーンは歌声で船乗りたちを誘惑する怪物だが、オデュッセウスはセイレーンの歌声を聴くために部下たちに自らをマストに縛り付けさせた。元のホメーロスの詩ではセイレーンが2人しかおらず、彼女らは岸に留まっている。対してこの作品ではマストに縛られたオデュッセウスがセイレーンたちの誘惑に強制的に直面させられている場面を描写している。セイレーンは古代ギリシア美術では恐ろしく、醜い生き物として描かれていたが、ドレイパーはセイレーンをオデュッセウスの船に侵入した美しい人魚として描いた。セイレーンの魅力を詩に記述されている歌から視覚的な形に転換することで、原典の趣旨には則ったものの、物語の内容には則らなかった。セイレーンたちはヌードであり、船に乗ると彼女らの尾鰭が消失している。ドレイパーがセイレーンと人魚を結びつけ、その身体を性的に表現したことは、ヴィクトリア朝時代とエドワード7世の時代の他の作品と一致している。ノルウェーの社会理論家ヤン・エルスターは、ドレイパーの絵画の名前を、1979年の合理性とプレコミットメントに関する著作のタイトルとして使用した。